# Viola modesta
Viola modesta Fenzl – gatunek roślin z rodziny fiołkowatych (Violaceae). Występuje naturalnie na Bliskim Wschodzie i w Azji Środkowej. 

## Rozmieszczenie geograficzne
Rośnie naturalnie na Bliskim Wschodzie i w Azji Środkowej. Spotykany jest w Turcji, Syrii, Libanie, Izraelu, Jordanii, Iraku, Iranie, Turkmenistanie i Uzbekistanie. W Turcji występuje w południowej części kraju. W Izraelu jest rzadko spotykany. 

## Morfologia
PokrójRoślina jednoroczna dorastająca do 2–10 cm wysokości.
LiścieBlaszka liściowa ma kształt od owalnego do podługowato-owalnego lub podługowato-lancetowatego. Mierzy 5–24 mm długości oraz 2–7 mm szerokości, jest karbowana lub piłkowana na brzegu, ma sercowatą nasadę i tępy wierzchołek. Ogonek liściowy jest nagi i ma 20–40 mm długości. Przylistki są pierzasto-dzielne i osiągają 2–7 mm długości.
KwiatyPojedyncze, wyrastające z kątów pędów. Mają działki kielicha o podługowato-lancetowatym kształcie i dorastające do 6–10 mm długości. Płatki są odwrotnie jajowate i mają białą lub fioletową barwę, dolny płatek jest odwrotnie jajowaty, mierzy 6-9 mm długości, z żółtymi żyłkami, posiada obłą ostrogę o długości 1-2 mm.
OwoceTorebki mierzące 4-5 mm długości, o elipsoidalnym kształcie.

## Biologia i ekologia
Rośnie na skarpach i terenach skalistych. Występuje na wysokości od 100 do 1500 m n.p.m. Kwitnie od kwietnia do maja. 